# Seimas
Seimas (litavski: puno ime: Lietuvos Respublikos Seimas) je predstavničko tijelo građana i nositelj zakonodavne vlasti u Republici Litvi. Seimas je jednodomno zakonodavno tijelo (parlament) sa 141 zastupnikom. Oko polovice članova tog zakonodavnog tijela se bira u izbornim jedinicama (71), a druga polovica (70) se bira glasovanjem zemlje prema proporcionalnoj zastupljenosti. Stranka mora dobiti najmanje 5% glasova da bi ušla u parlament.
Riječ "Seimas" dolazi od litavske riječi Sueiga, suėjimas, što znači "okupljanje" ili "sastanak".
| Stranka                          | Stranka                                                               | Glasova (proporcionalno) | %      | Mjesta         | Mjesta              | Mjesta |
| Stranka                          | Stranka                                                               | Glasova (proporcionalno) | %      | proporcionalno | u izbornoj jedinici | ukupno |
| -------------------------------- | --------------------------------------------------------------------- | ------------------------ | ------ | -------------- | ------------------- | ------ |
|                                  | Domovinska unija – litavski kršćanski demokrati                       | 242.939                  | 19,69  | 18             | 27                  | 45     |
|                                  | Socijaldemokratska stranka Litve                                      | 144.675                  | 11,73  | 10             | 15                  | 25     |
|                                  | Nacionalna stranka Uskrsnuće                                          | 186.150                  | 15,09  | 13             | 3                   | 16     |
|                                  | Red i pravda                                                          | 156.559                  | 12,69  | 11             | 4                   | 15     |
|                                  | Liberalni pokret                                                      | 70.549                   | 5,72   | 5              | 6                   | 11     |
|                                  | Koalicija Liberalni pokret + Mladost                                  | 111.017                  | 9,00   | 8              | 2                   | 10     |
|                                  | Liberalna i Centralna unija                                           | 65.869                   | 5,34   | 5              | 3                   | 8      |
|                                  | Izborni Akcija Poljaka u Litvi                                        | 59.222                   | 4,80   | —              | 3                   | 3      |
|                                  | Litavska seljačka stranka                                             | 46.109                   | 3,74   | —              | 3                   | 3      |
|                                  | Nova unija (Socijalni Liberali)                                       | 44.935                   | 3,64   | —              | 1                   | 1      |
|                                  | Front                                                                 | 39.966                   | 3,24   | —              | —                   | —      |
|                                  | Mlada Litva (Jaunoji Lietuva)                                         | 21.545                   | 1.75   | —              | —                   | —      |
|                                  | Građanska demokratska stranka                                         | 13.758                   | 1,12   | —              | —                   | —      |
|                                  | Savez Rusa Litve                                                      | 11.323                   | 0,92   | —              | —                   | —      |
|                                  | Litvanska Socijaldemokratska unija (Lietuvos socialdemokratų sąjunga) | 10.614                   | 0,86   | —              | —                   | —      |
|                                  | Litavska stranka centra (Lietuvos centro partija)                     | 8.645                    | 0,70   | —              | —                   | —      |
|                                  | Nezavisni                                                             | —                        | —      | —              | 4                   | 4      |
| Ukupno (izborna jedinica 48,54%) | Ukupno (izborna jedinica 48,54%)                                      | 1.233.875                | 100,00 | 70             | 71                  | 141    |

- Unutrašnjost Seimasa

## Vanjske poveznice
- Službne stranice Seimasa  Arhivirana inačica izvorne stranice od 21. veljače 2016. (Wayback Machine)